# Ruhrlandheim
Das Ruhrlandheim ist eine aus zwei Bauwerken bestehende Anlage am Steilhang über dem Kemnader Stausee an der Straße Blumenau (Hausnummer 94) in Bochum-Querenburg.
Das Haus wurde vom Evangelischen Arbeitsdienst unter Leitung von Gerhard Niedermeier (1902–1974), Pfarrer der Petrikirchengemeinde, und Pfarrer Rudolf Hardt errichtet. Die Einweihungsfeier im Jahr 1932 wurde vom Rundfunk übertragen. Am 19. Dezember 1933 vereinbarten Baldur von Schirach und Reichsbischof Müller die Überleitung der Evangelischen Jugend in die Hitler-Jugend. Der Freiwillige Evangelische Arbeitsdienst wurde zugunsten des Reichsarbeitsdienstes aufgelöst. Aus dem Haus wurde eine evangelisch-kirchliche Tagungs-, Schulungs- und Erholungsstätte. 1940 arbeitete Niedermeier daran, das Haus in ein Altenheim umzubauen.
In der Aufstellung der Zwangsarbeiterlager in Bochum vom 14. Juli 1943 erscheint es als Lager der Zeche Klosterbusch.
Seit dem Jahr 1994 ist das Haus ein Wohnheim für Menschen mit geistiger Behinderung in Trägerschaft der Diakonie Ruhr.